# Щеглы (Калининградская область)
Щеглы (до 1938 — Заугветен (нем. Saugwethen), до 1946 — Заугенен (нем. Saugehnen)) — посёлок в Черняховском муниципальном округе Калининградской области. 

## География
Посёлок расположен на берегу реки Буда в 25 км на северо-восток от Черняховска.

## История
До 2015 года входил в состав Калужского сельского поселения.

## Население
| 1910 | 1933 | 1939 | 2002 | 2010 |
| ---- | ---- | ---- | ---- | ---- |
| 122  | ↗286 | ↘241 | ↗258 | ↗270 |